# Prins Hendrik Ende Desespereert Nimmer Combinatie Zwolle
Il Prins Hendrik Ende Desespereert Nimmer Combinatie Zwolle, noto semplicemente come PEC Zwolle, è una società calcistica olandese con sede nella città di Zwolle, militante nella Eredivisie, la locale prima divisione calcistica.
Il club fu fondato nel 1910 con il nome di PEC. Fu rinominato FC Zwolle dopo la bancarotta del 1990. Nel 2012 è tornato alle denominazione di PEC Zwolle. Ha giocato in Eredivisie per un totale di dodici stagioni, raggiungendo l'ottavo posto nel 1979. Ha raggiunto la finale di KNVB Cup per quattro volte, vincendo nel 2014 e perdendo nel 1928, nel 1977 e nel 2015.

## Storia

### Introduzione
Lo Zwolle fu fondato il 12 giugno 1910 come PEC, che stava per PH EDN Combination. Il nome derivava dalla fusione del Prins Hendrik (ricordato anche come PH) e dell'EDN (acronimo di Ende Desespereert Nimmer).
Lo Zwolle diventò un club professionistico il 23 febbraio 1955. Il club cambiò nome in PEC Zwolle nel 1971 e in PEC Zwolle '82 nel 1982.

### PEC
Il PEC era uno dei tre maggiori club di Zwolle, insieme allo ZAC (fondato nel 1893) e allo Zwolsche Boys (1918). Lo ZAC fu associato con l'alta società locale, lo Zwolsche Boys con la classe operaia mentre il PEC era il club dei borghesi. C'era una considerevole rivalità fra i tre club locali, specialmente fra lo Zwolsche Boys e il PEC. Non solo gli stadi erano a breve distanza l'uno dall'altro, ma i club si affrontavano spesso in match di campionato.

### PEC Zwolle
Nonostante la loro rivalità, PEC e Zwolsche Boys si fusero nel 1969, mantenendo il nome di PEC. Nel 1971 cambiò in PEC Zwolle, nel tentativo di promuovere l'immagine della città di Zwolle. Nel 1977 il PEC Zwolle raggiunse la finale di KNVB Cup, perdendo contro il FC Twente ai tempi supplementari, e fallendo la promozione in Eredivisie per un punto. Nel 1978 il club vinse la Eerste Divisie e fu promosso in Eredivisie per la prima volta nella sua storia.

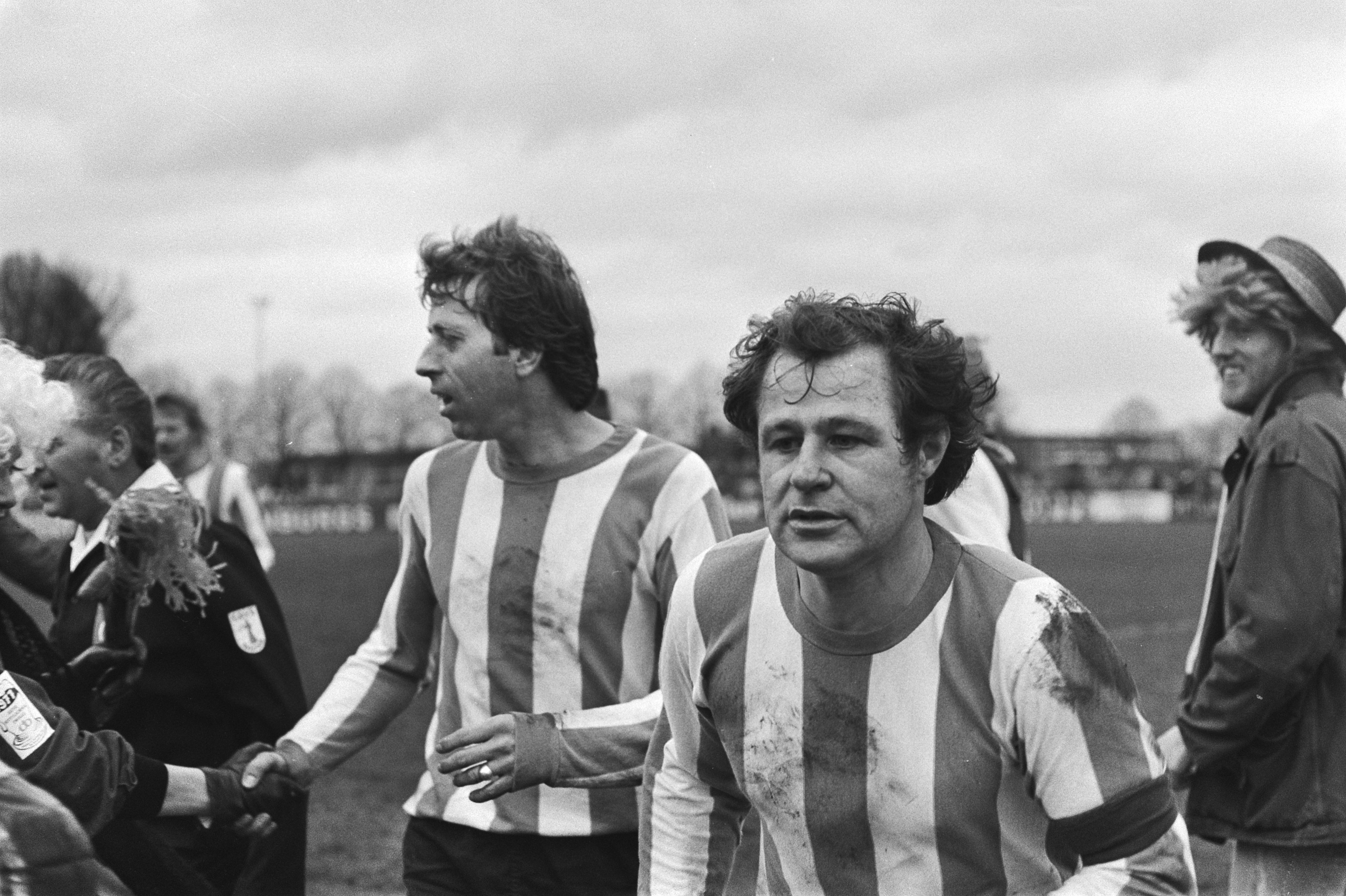
Rinus Israël, capitano del PEC Zwolle finalista di KNVB Cup nel 1977

Nella sua prima stagione di Eredivisie il club finì ottavo, traguardo che rimane il più alto mai raggiunto nella storia del FC Zwolle. Il più importante risultato quella stagione fu la vittoria per 1-0 sul campo del PSV Eindhoven. Questo risultato fu ottenuto grazie all'acquisto di talentuosi giocatori da altri club, come Rinus Israël. Il denaro per questi acquisti arrivò dalla Slavenburgse Bank, che era diretta dal presidente dello Zwolle Jan Willem van der Wal. Dal 1982, il club contrasse un debito molto alto che lo portò sull'orlo della bancarotta.

### PEC Zwolle '82
Marten Eibrink prese il potere nel 1982. Riuscì a estinguere il debito e a ristrutturare il club, il cui nome fu cambiato in PEC Zwolle '82. Rinnovò anche lo stadio e intitolò la tribuna principale a Johan Cruijff in quanto quest'ultimo giocò l'ultima partita proprio contro il PEC Zwolle '82 il 13 maggio 1984. Eibrink portò i leggendari Piet Schrijvers, Johnny Rep e Cees van Kooten in squadra. Il club riuscì a rivivere, ma per poco tempo. Nel 1985, PEC Zwolle '82 fu retrocesso in seconda divisione per via di una stagione tormentata dagli infortuni. Riuscirono nella risalita dopo soltanto una stagione arrivando secondi. Quella squadra era allenata da Co Adriaanse e Foeke Booy.
Eibrink, fece crescere il malcontento degli sponsor e delle autorità locali accusandoli di non amare e aiutare il club nella maniera in cui avrebbero dovuto, e lasciò il club nel 1988. Nonostante un avvio incoraggiante nella stagione 1988-1989, il club finì sedicesimo e fu retrocesso ancora. La crisi finanziaria peggiorò e gli sponsor rifiutarono di investire ancora nel club. Gli stipendi dei giocatori non venivano pagati e il debito con la Slavenburgse Bank aumentò di nuovo. Tutto ciò portò il club alla bancarotta nel Marzo 1990.

### FC Zwolle
Dopo la bancarotta, si decise di rifondare il club daccapo. Il club acquisì un nuovo nome (FC Zwolle), una nuova struttura dirigenziale, nuovi sponsor e nuovi colori sociali. Il primo anno fu difficile, ma dopo il 1992-1993 un club ricco di futuri talenti come Jaap Stam (che più tardi giocherà per PSV, Manchester United, Lazio, Milan e Ajax), Bert Konterman (Feyenoord e Rangers), Johan Hansma (SC Heerenveen) e Henry van der Vegt (Udinese) riuscirà a imporre un calcio divertente e di successo. Nel 1992-1993, lo Zwolle mancò la promozione in Eredivisie. Nella KNVB Cup lo Zwolle raggiunse i quarti di finale venendo eliminato dal Feyenoord ai calci di rigore.
Dopo numerosi tentativi a vuoto nei play-off, lo Zwolle riesce a tornare in Eredivisie vincendo il campionato di seconda divisione nel 2002. Nella stagione 2002-2003 il club finì sedicesimo e si salvò grazie ai play-off. Un anno dopo, si resero protagonisti di un pessimo avvio e contavano soltanto 7 punti a metà stagione. Un'accelerazione notevole, con le vittorie su SC Heerenveen e AZ fu vana, in quanto lo Zwolle passò dalla sedicesima posizione (che l'avrebbe ammesso ai play-off) alla diciottesima l'ultima giornata di campionato.
All'inizio della stagione 2004-2005 lo Zwolle era considerato uno dei favoriti per la promozione, insieme allo Sparta Rotterdam. Un altro club della provincia di Overijssel, l'Heracles Almelo, vinse tuttavia il titolo. Lo Zwolle finì la stagione al quarto posto. Si piazzarono ultimi ai play-off, mentre lo Sparta Rotterdam fu promosso e il De Graafschap retrocesso.
La stagione 2005-06 iniziò bene, con lo Zwolle impegnato nella lotta al titolo nei primi mesi. Tuttavia i risultati mancarono tra Novembre e Dicembre, e i tifosi contestarono duramente l'allenatore Hennie Spijkerman dopo la sconfitta per 0-5 contro l'Excelsior, e Spijkerman si dimise pochi giorni dopo. Il presidente annunciò punizioni nei confronti dei tifosi. Il secondo di Spijkerman, Harry Sinkgraven, traghettò la squadra fino al termine della stagione, portando il club ai play-off, dove il Willem II, club di Eredivisie, risultò troppo forte per tutte le avversarie.
L'ex calciatore di Feyenoord e Ajax Jan Everse, che aveva già guidato il club fra il 1996 e il 1999, fu presentato come nuovo allenatore. Egli dovette fronteggiare la crisi finanziaria del club e la partenza dell'uomo chiave Santi Kolk. Molti giocatori della squadra primavera furono portati in prima squadra con risultati contrastanti. Il club concluse la stagione 2006-2007 al nono posto.

### PEC Zwolle (nuovo corso)
Il 14 aprile 2012, durante la celebrazione per la vittoria del campionato e quindi della promozione in Eredivisie è stato annunciato che dalla stagione successiva la società avrebbe assunto nuovamente il nome PEC Zwolle.
Il 20 aprile 2014 il PEC, superando a Rotterdam l'Ajax 5-1 con doppiette del diciannovenne neozelandese Ryan Thomas e di Guyon Fernandez, si è aggiudicato la coppa d'Olanda, primo trofeo dopo 104 anni di storia. Il successivo 3 agosto riesce a vincere la Supercoppa d'Olanda sconfiggendo fuoricasa ancora i Lancieri per 1-0 grazie alla rete di Stef Nijland. Nella stagione 2014-2015 viene sconfitto ai play-off di qualificazione dell'Europa League per mano dei cechi dello Sparta Praga (1-1 l'andata e 1-3 il ritorno).
La stagione 2015-2016 si conclude con l'ottavo posto in Eredivisie, che determina l'accesso per i playoff per un posto in Europa League 2016-2017. Lo Zwolle perderà 5-2 in casa dell'Utrecht dopo aver pareggiato per 1-1 nella partita d'andata.
La stagione 2021-2022 si conclude con l'ultimo posto in Eredivisie e conseguente retrocessione in Eerste Divisie. Nella stagione 2022-2023, con la squadra che lotta per la pronta risalita, lo Zwolle infligge una sconfitta per 13-0 al Den Bosch, stabilendo nuovi record sia legati alla squadra che al campionato.

## Impianti
La squadra ha giocato presso lo Oosterenkstadion . Nel 2007 è iniziata la costruzione del nuovo stadio IJsseldeltastadion e l'8 agosto 2008 è stata giocata la prima partita ufficiale contro il MVV. La struttura è stata ufficialmente inaugurata il 29 agosto 2009. Il nome attuale dello stadio è MAC³PARK Stadion.

## Rosa 2024-2025
Rosa tratta dal sito ufficiale.
| N. |                        | Ruolo | Calciatore              |
| -- | ---------------------- | ----- | ----------------------- |
| 1  | Paesi Bassi (bandiera) | P     | Jasper Schendelaar      |
| 2  | Paesi Bassi (bandiera) | D     | Bram van Polen          |
| 4  | Irlanda (bandiera)     | D     | Anselmo García MacNulty |
| 5  | Belgio (bandiera)      | D     | Thierry Lutonda         |
| 6  | Marocco (bandiera)     | D     | Anouar El Azzouzi       |
| 7  | Ghana (bandiera)       | C     | Braydon Manu            |
| 9  | Suriname (bandiera)    | A     | Dylan Vente             |
| 10 | Paesi Bassi (bandiera) | C     | Davy van den Berg       |
| 11 | Belgio (bandiera)      | C     | Dylan Mbayo             |
| 16 | Paesi Bassi (bandiera) | C     | Divaio Bobson           |
| 17 | Stati Uniti (bandiera) | C     | Anthony Fontana         |
| 18 | Paesi Bassi (bandiera) | C     | Odysseus Velanas        |
| 21 | Paesi Bassi (bandiera) | C     | Samir Lagsir            |
| 22 | Paesi Bassi (bandiera) | A     | Kaj de Rooij            |

| N. |                          | Ruolo | Calciatore             |
| -- | ------------------------ | ----- | ---------------------- |
| 23 | Indonesia (bandiera)     | D     | Eliano Reijnders       |
| 25 | Paesi Bassi (bandiera)   | P     | Kenneth Vermeer        |
| 28 | Paesi Bassi (bandiera)   | C     | Zico Buurmeester       |
| 29 | Paesi Bassi (bandiera)   | A     | Thomas Buitink         |
| 30 | Nuova Zelanda (bandiera) | C     | Ryan Thomas (capitano) |
| 33 | Paesi Bassi (bandiera)   | D     | Damian van der Haar    |
| 34 | Paesi Bassi (bandiera)   | C     | Nick Fichtinger        |
| 37 | Marocco (bandiera)       | C     | Mohamed Oukhattou      |
| 38 | Paesi Bassi (bandiera)   | C     | Teun Gijselhart        |
| 40 | Paesi Bassi (bandiera)   | P     | Mike Hauptmeijer       |
| 41 | Paesi Bassi (bandiera)   | P     | Duke Verduin           |
| 47 | Paesi Bassi (bandiera)   | D     | Tristan Gooijer        |
| 50 | Bulgaria (bandiera)      | C     | Filip Krăstev          |
|    | Paesi Bassi (bandiera)   | D     | Olivier Aertssen       |

## Palmarès

### Competizioni nazionali
- Coppa dei Paesi Bassi: 1

2013-2014
- Supercoppa dei Paesi Bassi: 1

2014
- Eerste Divisie: 3

1977-1978, 2001-2002, 2011-2012

### Altri piazzamenti
- Coppa dei Paesi Bassi:

Finalista: 1927-1928, 1976-1977, 2014-2015
Semifinalista: 1975-1976, 2012-2013
- Eerste Divisie:

Terzo posto: 2000-2001

## Statistiche e record

### Statistiche nelle competizioni UEFA
Tabella aggiornata alla fine della stagione 2018-2019.
| Competizione                  | Partecipazioni | G | V | N | P | RF | RS |
| ----------------------------- | -------------- | - | - | - | - | -- | -- |
| Coppa UEFA/UEFA Europa League | 1              | 2 | 0 | 1 | 1 | 2  | 4  |